# Setoparmena mussardi
Setoparmena mussardi – gatunek chrząszcza z rodziny kózkowatych i podrodziny zgrzypikowych. Jedyny przedstawiciel rodzaju Setoparmena.

## Zasięg występowania
Gatunek ten występuje na Sri Lance.